# Deutsche Poolbillard-Meisterschaft 2005 (Herren)
Die Deutsche Poolbillard-Meisterschaft 2005 war die 31. Austragung zur Ermittlung der nationalen Meistertitel der Herren in der Billardvariante Poolbillard. Sie wurde im Rahmen der Deutschen Billard-Meisterschaft in der Wandelhalle in Bad Wildungen ausgetragen.
Es wurden die Deutschen Meister in den Disziplinen 14/1 endlos, 8-Ball, 9-Ball und 8-Ball-Pokal ermittelt.

## Medaillengewinner
| Disziplin    | Gold                                 | Silber                              | Bronze                                | Bronze                          |
| ------------ | ------------------------------------ | ----------------------------------- | ------------------------------------- | ------------------------------- |
| 14/1 endlos  | Oliver Ortmann (BC Sindelfingen)     | Thomas Lüttich (PBSG Wolfsburg)     | Klaus Zobrekis (BSV Weinheim)         | Sven Pauritsch (PBC Hellweg)    |
| 8-Ball       | Nicolas Ottermann (Astoria Walldorf) | Sven Pauritsch (PBC Hellweg)        | Nico Wehner (1. PBC Fulda)            | Marcus Westen (BSG Osnabrück)   |
| 9-Ball       | Nicolas Ottermann (Astoria Walldorf) | Oliver Ortmann (BC Sindelfingen)    | Thomas Lüttich (PBSG Wolfsburg)       | Philip Rüthemann (PBV Anderten) |
| 8-Ball-Pokal | Frank Willner (BFC Fortuna Berlin)   | Patrick Kämpfner (Astoria Walldorf) | Sebastian Bibrach (1. PBC Berrenrath) | Christian Brehme (BSF Kurpfalz) |

## Modus
Die 32 Spieler, die sich über die Landesmeisterschaften der Billard-Landesverbände qualifiziert haben, spielten zunächst im Doppel-KO-System. Ab dem Viertelfinale wurde im KO-System gespielt.

## Wettbewerbe
Aus Gründen der Übersichtlichkeit werden im Folgenden jeweils nur die 16 bestplatzierten Spieler notiert.

### 14/1 endlos
| Platz | Spieler            | Verein               |
| ----- | ------------------ | -------------------- |
| 1     | Oliver Ortmann     | BC Sindelfingen      |
| 2     | Thomas Lüttich     | PBSG Wolfsburg       |
| 3     | Klaus Zobrekis     | BSV Weinheim         |
| 3     | Sven Pauritsch     | PBC Hellweg          |
| 5     | Boris Grunow       | BC Oberhausen        |
| 5     | Harald Stolka      | BSV Dachau           |
| 5     | Martin Poguntke    | 1. PBC Fulda         |
| 5     | Jörn Hannes-Hühn   | PBC Ronshausen       |
| 9     | Thomas Karolewietz | BC Übach-Palenberg   |
| 9     | Christian Radtke   | 1. PBC Schipkau      |
| 9     | Christian Weigoni  | 1. PBC Fulda         |
| 9     | Philip Rüthemann   | PBV Anderten         |
| 13    | Nicolas Ottermann  | Astoria Walldorf     |
| 13    | Michael Au-Yeung   | BC Haunstetten       |
| 13    | Andreas Rogowski   | Kieler Billard Union |
| 13    | Sascha Tege        | PBC Joker Berlin     |

### 8-Ball
| Platz | Spieler            | Verein                 |
| ----- | ------------------ | ---------------------- |
| 1     | Nicolas Ottermann  | Astoria Walldorf       |
| 2     | Sven Pauritsch     | PBC Hellweg            |
| 3     | Nico Wehner        | 1. PBC Fulda           |
| 3     | Marcus Westen      | BSG Osnabrück          |
| 5     | Jörg Rother        | BC Queue Hamburg       |
| 5     | Harald Stolka      | BSV Dachau             |
| 5     | Michael Ruwe       | BSG Osnabrück          |
| 5     | Michael Thelen     | BC Alsdorf             |
| 9     | Christian Weigoni  | 1. PBC Schipkau        |
| 9     | John Blacklaw      | BSG Osnabrück          |
| 9     | Steffen Jeszberger | PBC Giessen            |
| 9     | Alexander Scholz   | BSF Kurpfalz           |
| 13    | Christian Brehme   | BSF Kurpfalz           |
| 13    | Patrick Geiling    | BF Mittelrhein         |
| 13    | Sinan Kodaş        | Billard Bianco Dieburg |
| 13    | Roman Arnold       | BBV Mannheim           |

### 9-Ball
| Platz | Spieler           | Verein           |
| ----- | ----------------- | ---------------- |
| 1     | Nicolas Ottermann | Astoria Walldorf |
| 2     | Oliver Ortmann    | BC Sindelfingen  |
| 3     | Thomas Lüttich    | PBSG Wolfsburg   |
| 3     | Philip Rüthemann  | PBV Anderten     |
| 5     | Jens Burkhardt    | BC Sindelfingen  |
| 5     | Andreas Daniel    | BSF Kurpfalz     |
| 5     | Patrick Kämpfner  | Astoria Walldorf |
| 5     | Andreas Bartsch   | PBC Schwerte 87  |
| 9     | Sascha Tege       | PBC Joker Berlin |
| 9     | Marco Spitzack    | PBV FB Altmark   |
| 9     | Michael Lisso     | Chemnitzer BV    |
| 9     | Klaus Zobrekis    | BSV Weinheim     |
| 13    | Ernst Schmidt     | 1. PBC Gera      |
| 13    | Marco Schmidt     | PBV Anderten     |
| 13    | Michael Ruwe      | BSG Osnabrück    |
| 13    | Harald Stolka     | BSV Dachau       |